# Teia de aranha

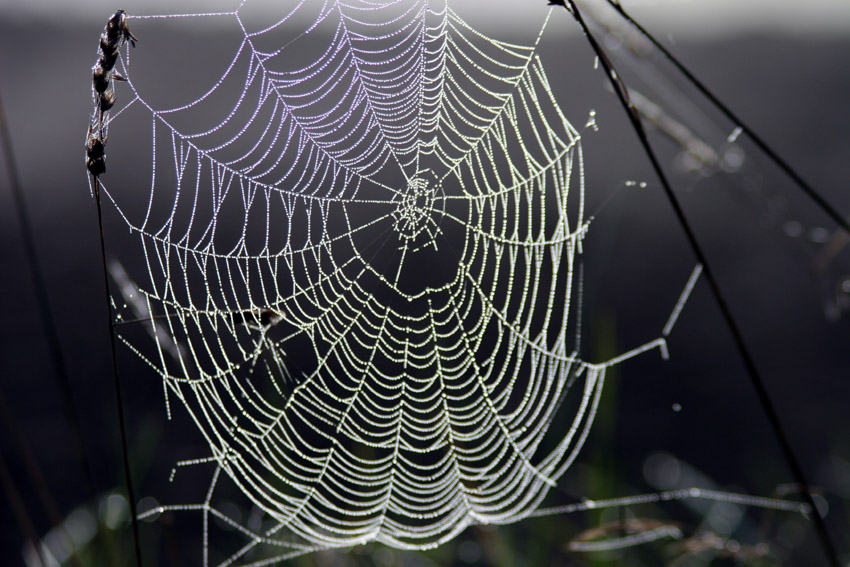
Uma teia de aranha

Uma teia de aranha é uma armação de fios de seda extremamente finos criada por aranhas a partir de glândulas produtoras de uma fibra proteica excretada de suas fieiras. As teias de aranha existem pelo menos há cem milhões de anos, como atestado pela descoberta de âmbar da era do Cretáceo Inferior em Sussex, no sul da Inglaterra.
As teias capturam insetos que ficam presos devido à textura impregnante da seda, servindo de alimento às aranhas. Todavia, nem todas as espécies de aranhas constroem teias para capturar presas, sendo que outras espécies nem mesmo são capazes de tecer fios. Testes científicos iniciados na década de 2000 indicaram que as teias de aranha, que foram comparadas ao aço, eram conhecidas como o material mais resistente do mundo até então. Os cientistas dizem que se o fio de seda fosse da espessura de um lápis, a teia de aranha poderia parar um avião Boeing 747 em voo. No entanto, em meados de 2015, um estudo científico comprovou que os dentes do molusco são o material biológico mais resistente do mundo, roubando o título ocupado pela teia de aranha.